# 松代城
松代城（まつしろじょう）は、信濃国埴科郡海津（現・長野県長野市松代町松代）にあった日本の城。元々は「海津城」（かいづじょう）とよく呼ばれていたが、「貝津城」とも言われた。また「茅津城」（かやつじょう）とも言われ、茅の生い茂った地であったと伝える説もある。城の形式は輪郭式平城。国の史跡に指定されている。なお、越後国頚城郡にある松代城の読みは、「まつだい」である。

## 歴史・沿革

### 戦国時代・安土桃山時代
海津城の正確な築城時期は不明である。戦国期、甲斐国の武田晴信（信玄）が信濃侵攻を開始し、着実に領土を併合して北へ目指していく途中、北信豪族を庇護した越後国の長尾景虎（上杉謙信）と北信・川中島地域で軍事衝突した。この武田晴信と長尾景虎の最初の対決、にらみ合いは、その後の北信・川中島地域をめぐる川中島の戦いへと発展した。この時、千曲川河畔の海津城は川中島地域の拠点城郭として整備された。『甲陽軍鑑』に拠れば武田氏は北信国衆である清野氏の館を接収し、武田家足軽大将の山本勘助に命じて築城され、『軍鑑』に拠れば本城には小山田虎満（備中守）、二曲輪に市川等長・原与惣左衛門が配置されたという。
文書上においては海津城の築城は1559年（永禄2年）から開始され（『信濃史料』12巻 - 250号）、翌年には完成している（『軍鑑』）。築城は屋代氏、香坂氏ら川中島四郡（更級郡、埴科郡、高井郡、水内郡）の国衆が担ったという。
海津城は東条城・尼飾城とともに上杉氏への最前線に位置する。永禄4年（1561年）9月に上杉氏が川中島へ侵攻すると、海津城の城代である武田家臣・春日虎綱(高坂昌信）は海津城において篭城し信玄本隊の到着を待ち、9月10日には八幡原において両軍の決戦が行われたという（第四次川中島の戦い）。
また海津城は川中島四郡における領国支配・国衆支配の拠点としても機能し、城代である春日虎綱は郡代的権限を持っていたと考えられている。
天正10年（1582年）3月の武田氏滅亡後には、武田遺領のうち信濃川中島四郡を支配した織田氏家臣の森長可の居城となる。森長可は武田遺臣の子息や近隣の村から人質を集めたが、彼らを住まわせたのがこの海津城、あるいは海津城下であったという。
天正10年（1582年）6月に本能寺の変が起こると森長可は信濃を放棄して退却する事を決断し、海津城の人質を盾にして美濃へと退却し、海津城も無人のまま捨て置かれた。それ以後の海津城は、空白地帯となった信濃へと侵入した上杉氏の支配となった。
天正13年（1585年）上杉氏の支配下では須田満親が城代となる。そして徳川氏の支配を脱して上杉方に従属した真田昌幸の次男真田信繁が人質として留め置かれたとされる。
1598年（慶長3年）に上杉景勝が会津に転出の後は豊臣秀吉の蔵入地となり、海津城の城主には田丸直昌が任じられた。
海津城は甲州流築城術の特徴を強く持ち、武田氏築城の代表的な城の一つである。千曲川を背後に控え、本曲輪を三方から二の曲輪が囲み、甲州流築城術の特徴である丸馬出及び三日月堀を有す。平城としては駿河江尻城が、平山城としては信濃岡城が海津城（松代城）と構造的に非常に似通っている。

### 江戸時代
1600年（慶長5年）2月に田丸直昌4万石と領地を交換する形で森忠政が13万7500石で兄の森長可所縁の土地へ入封し、同時に豊臣家の蔵入地9万石は廃止された。この時、海津城は「待城」（まつしろ）へと城の名称が変更された。1603年（慶長8年） - 森忠政は美作一国（津山藩）18万6500石へと加増転封され、松平忠輝が14万石（12万石？）で入封した。忠輝は加増されて越後高田藩主75万石となるが旧領も引き続き領有したため、家老花井吉成が城代として統治して領内の整備に尽力した。1616年（元和2年）松平忠輝改易。代わって松平忠昌が12万石で入り、この忠昌領主時代に待城から「松城」へと改名された。1619年（元和5年）松平忠昌、越後高田25万9000石へ転封。酒井忠勝10万石が入封。1622年（元和8年）酒井忠勝、出羽国庄内藩13万8千石に転封。真田信之が13万石で入城。以後、松城は松代藩の藩庁として明治維新まで真田氏の居城となった。松代城は松代藩の政治の中心となったが、商人たちは善光寺門前から動こうとしなかったため松代城下は商業の中心地にはならなかった。
1711年（正徳元年）幕命により松代城と名を改められた。
1717年（享保2年）火災により本丸、二の丸、三の丸を焼失したが、幕府より1万両借財し1718年（享保3年）に再建した。
1742年（寛保2年） - 戌の満水により松代城は被害を受け、城主が松代南にある開善寺へ船で避難した。
1752年（宝暦3年） - 藩の執政原八郎五郎により城の北側を流れていた千曲川を瀬直しし、旧流路は百間堀となった。
1770年（明和7年）花の丸に御殿を移した。
1804年（文化元年）御蔵屋敷北側に新堀が造られた。
1828年（文政11年）城地北側に佐久間一学（象山の父）により土手を築く。幸貫により「不崩（かけ）ずの土手」と名付けられた。 
1847年（弘化4年）善光寺地震が発生し、本丸・二の丸・三の丸の囲い塀、櫓、番所などが大破し倒壊した。
1853年（嘉永6年）火災により花の丸御殿を焼失するがその後再建された。
1864年（元治元年）城外御殿として新御殿（真田邸）が建てられた。

### 近世以後
1872年（明治5年）、松代城は廃城となり、跡地は藩士に払い下げられ畑に変えられた。1873年（明治6年）火災により再び花の丸御殿を焼失し、多くが宅地となった。北西に戌亥隅櫓台（天守台）があるが天守相当の櫓は近世初頭には失われたようで、本丸には幕末まで四隅に二重櫓が上がっていた。
1879年（明治12年）、旧花の丸の一部に「松代城花之丸旧跡」という石碑が建てられた。1904年（明治37年）藩士に分け与えられていた土地を真田幸正が買い取り、本丸跡地を遊園地として開放した。1921年（大正10年） - 松代町長・矢沢頼道により「松代開府300年祭」が行われ、本丸に「海津城址之碑」が建立された。1925年（大正14年）海津城址公園内に4000円の巨費を投じ噴水、番所を建設し、掃除人を常駐させ公園の維持管理に努めた。1922年（大正11年）敷地内を河東鉄道によって鉄道が開業している。その後、二の丸に市民プール、グランドが整備された。1951年（昭和26年）真田幸治により本丸が寄付され、公用地となった。1964年（昭和39年）本丸を中心とした城址の一部が県の史跡に指定された。1981年（昭和56年）本丸を中心とした城址の一部と新御殿が国の史跡に指定された。2004年（平成16年）太鼓門、堀、石垣、土塁などが復元された。2006年（平成18年）4月6日に日本100名城（26番）に選定された。2023年(令和5年)2月上旬から 太鼓門前橋・二の丸引橋の解体撤去、新設を行なっている。2024年(令和6年)３月に終了予定。今後石場門の木造復元と二の丸掘、馬出しの復元計画がある。

## 城内構造
- 本丸 　内堀より中は総石垣で囲われ、1770年（明和7年）に花の丸御殿が造られるまで、藩の政庁及び藩主の住宅である本丸御殿が置かれていた。櫓門は3カ所、北不明門、東不明門、太鼓門。櫓はいずれも二重で4カ所にあった。
- 二の丸 東側の区域には1759年（宝暦9年）まで二の丸御殿が置かれていて、その後、土蔵が建てられる。
西側の区域には石造りの煙硝蔵が建てられていた模様である。
門は西不明門、石場門、南門があった。
- 三の丸 三日月堀の外の曲輪で、材木小屋、屋根師、大工、畳師などの作業所や物置、武具奉行役所が置かれていた。
東側に大御門（大手門）が置かれていた。
- 花の丸 三の丸の西側にあり、茶屋、草木が植えられ、藩主の遊園地として機能していたが、1770年（明和7年）に花の丸御殿が建てられ、幕末まで藩の政庁及び藩主の住居が置かれた。
- 水の手 本丸の北側一帯。吾妻番所、土蔵が置かれていた。宝暦年間に千曲川の瀬替え工事が行われ、新堀が造られた。1828年（文政11年）佐久間一学が命を受け、花の丸西から水の手まで土手を築き、「不崩の土手」と命名された。
- 御蔵屋敷 城の東側一帯、石場門の外（牛堀の東）を御蔵屋敷と呼んでいた。構内には、御蔵奉行役所、郡奉行役所、勘定奉行役所、評定所などが置かれていた。
- 馬場 花の丸南側に「桜の馬場」、御蔵屋敷の北側に「紅葉の馬場」があった。
- 演武場 文政年間頃、「桜の馬場」より南清須町の間に造られた。
- 総構え 城下町（町八町）を取り囲むように江戸の初め頃造られたが、人口の増加とともに崩され、現在では長国寺の裏側（東側）に高い盛り土が残っているのみである。
- 内堀 本丸を囲っている堀。
- 外堀 二の丸を囲っている堀。
- 三日月堀 二の丸南門南側にあった堀。
- 三の堀 三の丸と花の丸の一部を囲っていた堀。
- 牛堀 外堀の東側の堀をこう呼んでいた。
- 百間堀 千曲川瀬直しにより旧流路を利用した堀。
- 新堀 曲川瀬直し後、造られた堀

## 城内茶室
- 城内いたる所に茶室が存在した。九扈（きゅうこ）亭、知身貴（ちしんき）亭の額のみ現存する。
  - 九扈亭　初代藩主真田信之によって芝の隠居所（現大鋒寺）に建てられたが、後花の丸西側に移築された。
  - 信玄茶屋　花の丸南西にあり、武田菱がついていたことから命名される。
  - 知身貴亭　文政11年に本丸の北西に建てられた。
  - 一圭（いちけい）楼　文政12年に桜の馬場の脇に建てられた。

## 遺構
- 藩校文武学校が現存する。敷地内には往時の建物が完存しており、極めて稀な例である。
- 城外御殿新御殿（真田邸）が現存する。これは、1862年（文久2年）、文久の改革の一環で参勤交代制度の緩和にともなって、妻子の帰国が許されたことから、松代場外に住まいとした屋敷である。明治期以降は真田家の私邸として利用された。又、敷地には、蔵、長屋、門、番所、庭園などが完存している。
- 鐘楼が現存する。
- 稲荷神社が現存する。千曲川の瀬替え前よりあり、御船屋のそばにあったことから御船屋稲荷と呼ばれている。
- また、1965年は廓は完存していたが、1970年から住宅開発で堀（本丸の一部の堀も含む）が埋め立てられたこともあって、廓として本丸の堀の一部が現存するだけある。

### 移築現存建物等
- 松代城城門 廃城後に長野市内の民家の表門として移築される。（どこの門か不明）
- 秋葉大明神・稲荷大明神（城の鎮守） 三の丸にあったが廃城後、長野市の民家に移される。
- 大御門の鯱 廃城後、長国寺の本堂に乗せられる。
- 花の丸御殿の一部（淵玄亭） 9代幸教の実母順操院の住居で、近年、松代の民家に移築されていたものが発見される。現在、解体保存される。
- 伝花の丸御殿の一部 廃城後、真田勘解由家の表門（薬医門）と母屋（長局と伝わる）が花の丸より移される。
- 伝花の丸御殿の一部 廃城後、花丸院（長野市松代）として移築された。
- 物見櫓 鐘楼隣に建てられていたが移築現存する。

江戸時代に松代藩の江戸屋敷となっていた建物は、昭和初年に神奈川県藤沢市の龍口寺大書院として移築された。また、関東大震災にも無事であった江戸中屋敷が一旦長野県佐久市野沢の中島公園に移築されたが、現在は長野県上田市丸子のホテル天竜閣裏に移築されている（再建中）。

## 現地情報

### 所在地
- 長野県長野市松代町松代44

### 交通アクセス
- しなの鉄道しなの鉄道線 屋代駅 から長電バス屋代須坂線「須坂駅行き」「松代高校行き」「松代駅行き」で約30分「松代駅」下車、徒歩約5分。
- 長野電鉄長野線 須坂駅 から長電バス屋代須坂線「屋代駅行き」「松代高校行き」「松代駅行き」で約50分「松代駅」下車、徒歩約5分。
- JR長野駅から川中島バス「松代線」約30分、「松代駅」バス停下車、徒歩約5分

## ギャラリー

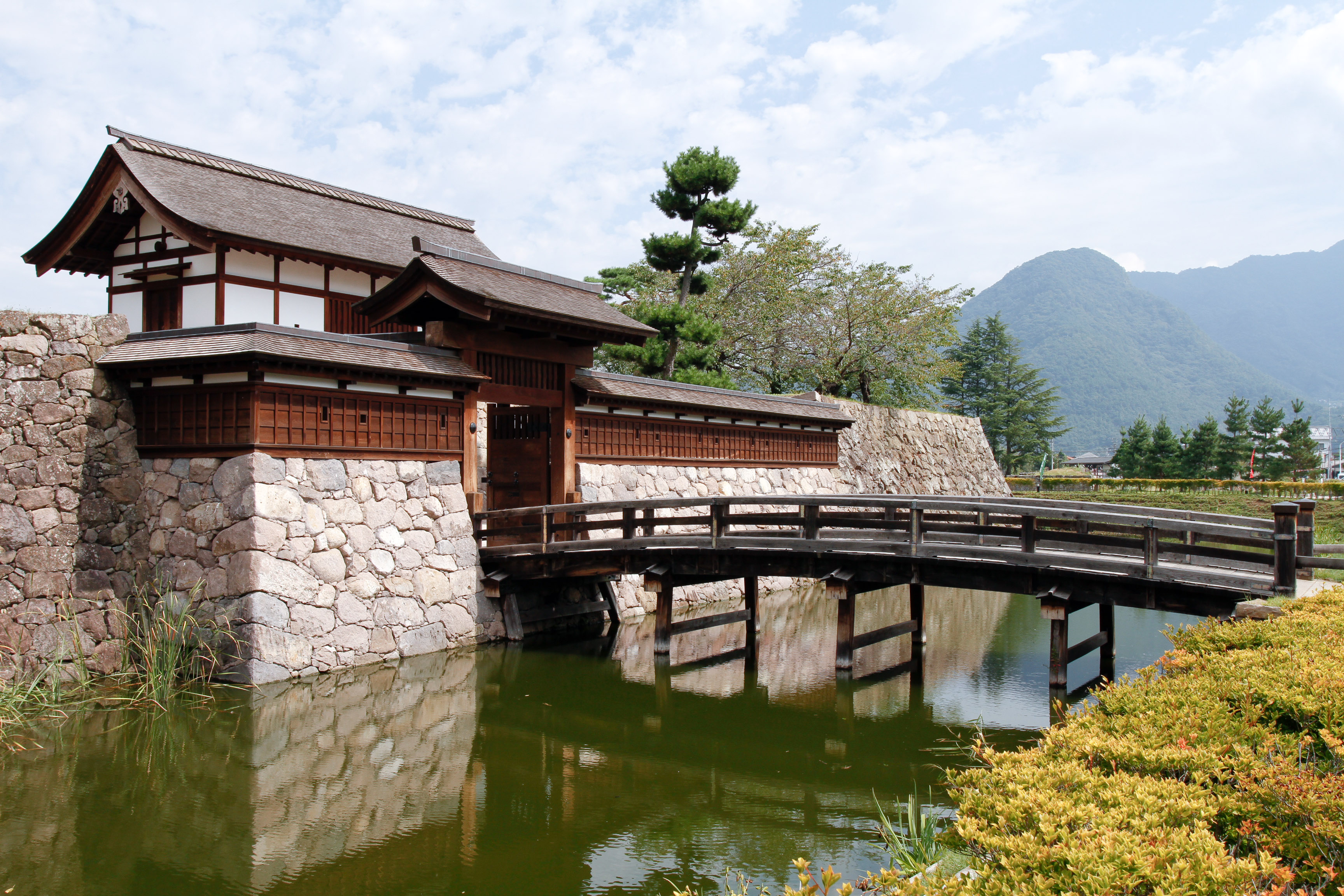
太鼓門
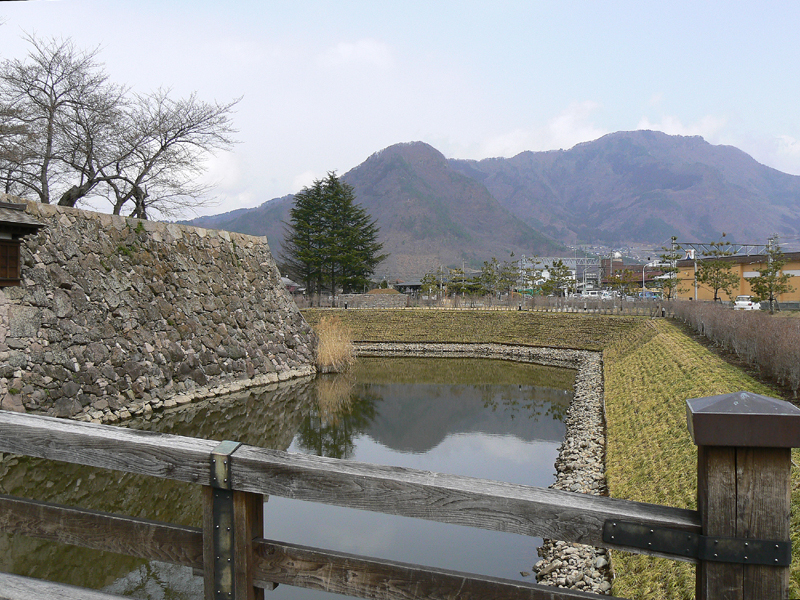
内堀
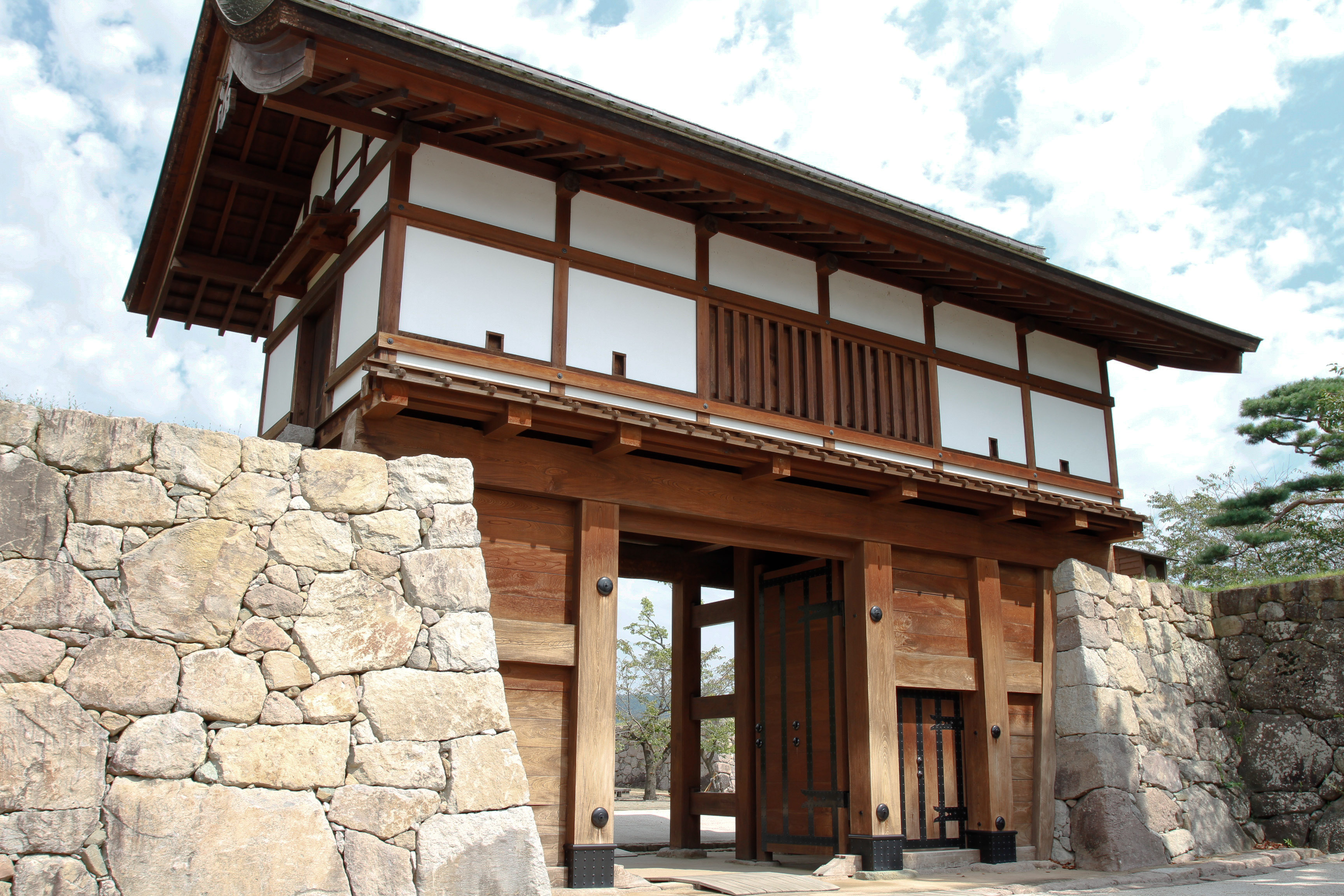
南の櫓門
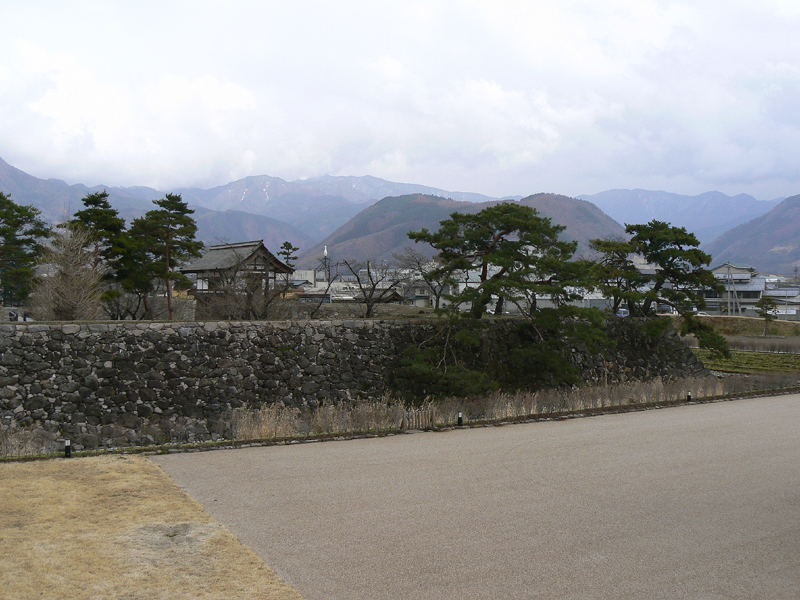
西面の石垣
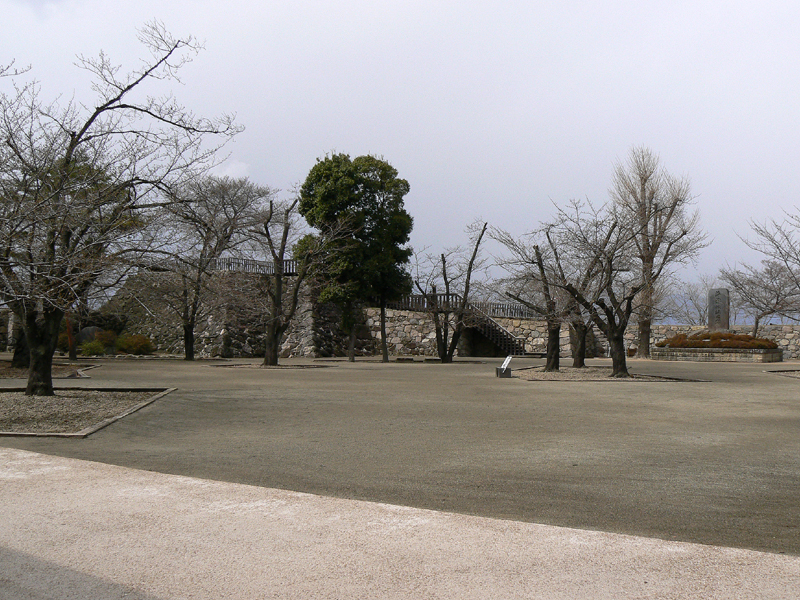
戌亥隅櫓台と石碑
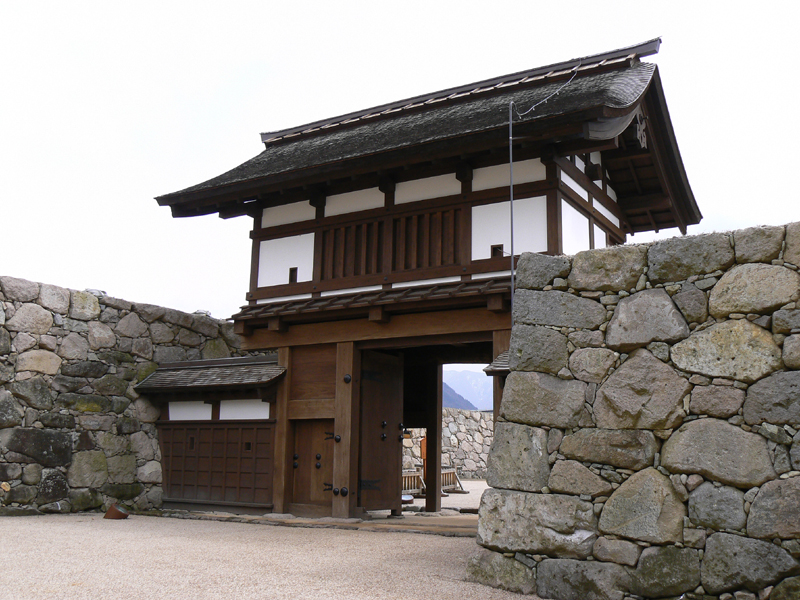
北の櫓門
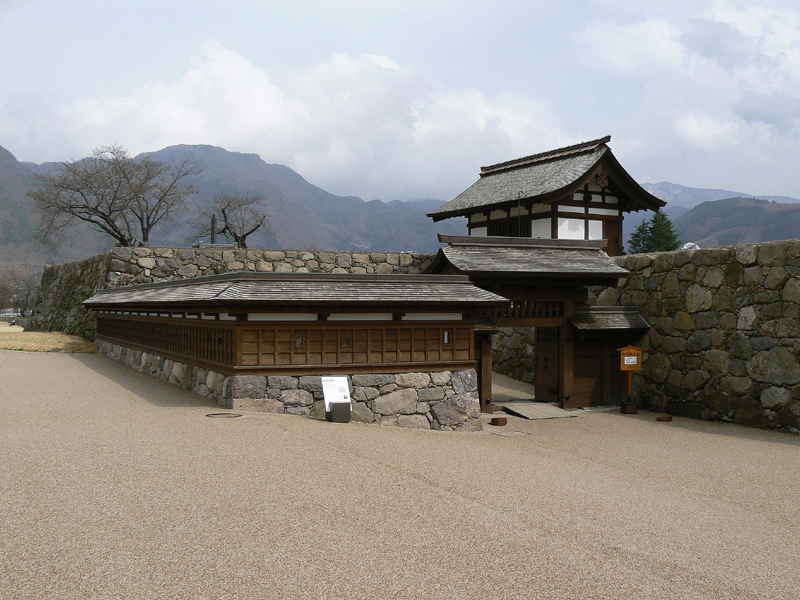
搦手側の北不明門